# Раймунд-Рубен
Раймунд-Рубен (*Raymond-Roupen d'Antioche, 1198—1221) — князь Антіохії у 1216—1221 роках.

## Життєпис
Походив з антіохійської гілки династії Рамнульфідів. Син Раймунда IV, графа Триполі, та Аліси з династії Рубенідів. У 1199 році після смерті батька Раймунд-Рубена його дід Боемунд III зробив того спадкоємцем Антіохійського князівства. Проте його стрийко Боемунд I, граф Триполі, за підтримки знаті та духовенства змусив Боемунда III скасувати це рішення.
У 1201 році від імені Раймон-Рубена його стриєчний дід по материнській лінії Левон II, король Кілікійської Вірменії, висунув претензії на Антіохійське князівство. Втім владу там встиг захопити Боемунд Триполійський, що став князем Боемундом IV. Почалася Війна за антіохійську спадщину. На час боїв Раймунд-Рубен з почтом сховався у м. Сіс у Кілікії. 1207 року вірменські війська та прихильники Раймунд-Руюена захопили Антіохію, де оголосили того князем. Втім Боемунд IV, що отаборився в цитаделі, за підтримки союзники завдав військам Раймунд-Рубена нищівної поразки. 1210 року було влаштовано шлюб з донькою кіпрського короля Аморі.
1211 році Раймунд-рубена було оголошено співкоролем Кілікійської Вірменії. 1212 року виступив проти Боемунда IV, намагаючись захопити Антіохію. Втім спочатку атакував замки тамплієрів, вірних союзників Боемунда IV. 1216 року завдяки змові зумів захопити Антіохію й стати князем. У відповідь війська румського султанату атакували Кілікійську Вірменію та васалів антіохійського князя. Невдовзі вступив у конфлікт з Левоном II внаслідок бажання останнього призначити спадкоємицею свого королівства доньку Забел. Без підтримки Кілікії Раймунд-Рубен вирішив спиратися на госпітальєрів, що викликало невдоволення його васалів. Зрештою 1219 року Раймунд-Рубена було повалено, а владу собі повернув Боемунд IV. Раймунд-Рубен втік до Кілікії.
1219 року після смерті Левона II став претендувати на трон Кілікійської Вірменії, вступивши у конфлікт з Забел, донькою Левона. У цьому протистоянні отримав підтримку папи римського Гонорія III. Протягом 1220 року в Тарсі накопичував війська для початку кампанії проти Забел. Але раптово був атакований кілікійцями, які після трьохмісячної облоги захопили Тарс. 
Раймунд-Рубен помер у 1221 році у в'язниці.

## Родина
Дружина — Елоїза, донька Аморі Лузіньяна, короля Кіпру.
Діти:
- Марія (1215—1240), дружина графа Філіппа I де Монфор-Кастра, коннетабля Єрусалимського королівства
- Ешива